# 隆日韦勒
隆日韦勒（法語：Longevelle，法語發音：[lɔ̃ʒvɛl]）是法国上索恩省的一个市镇，属于吕尔区。

## 地理
隆日韦勒（47°35'24"N, 6°26'51"E）面积4.1 平方千米，位于法国勃艮第-弗朗什-孔泰大區上索恩省，该省份为法国东部内陆省份，北起顺时针与孚日省、贝尔福地区省、杜省、汝拉省、科多尔省和上马恩省接壤。
与隆日韦勒接壤的市镇（或旧市镇、城区）包括：莱赛南、阿耶旺、圣叙尔皮斯。

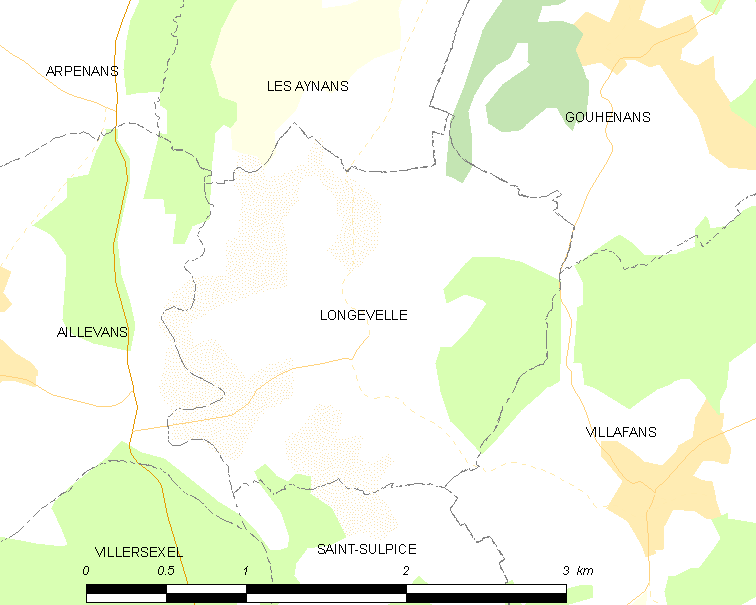
隆日韦勒的OSM定位图

隆日韦勒的时区为UTC+01:00、UTC+02:00（夏令时）。

## 行政
隆日韦勒的邮政编码为70110，INSEE市镇编码为70307。

## 政治
隆日韦勒所属的省级选区为维莱塞克塞勒县。

## 人口

1962-2008年间隆日韦勒人口变化图示

隆日韦勒于2022年1月1日时的人口数量为119人。